# Eurytoma paraguayensis
Eurytoma paraguayensis is een vliesvleugelig insect uit de familie Eurytomidae. De wetenschappelijke naam is voor het eerst geldig gepubliceerd in 1911 door Girault.